# 霍多什

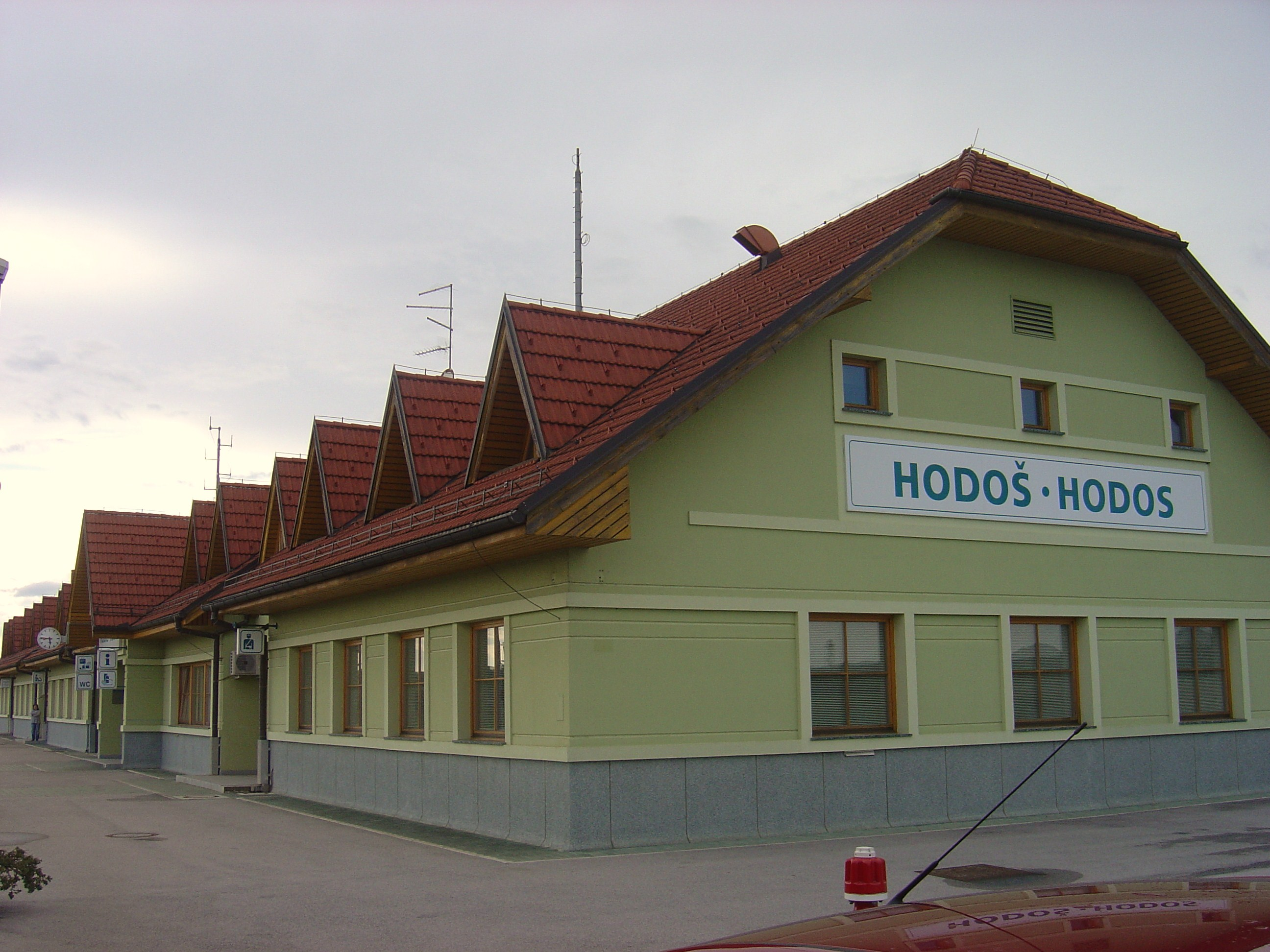

霍多什（斯洛維尼亞語： [ˈxóːdɔʃ]；匈牙利語：或），是斯洛文尼亞東北部霍多什市鎮的村莊及行政中心。位於該國東北部與匈牙利交界地帶，面積12.5平方公里，海拔高度258米，2012年人口280，超過一半居民是匈牙利人，大多數居民信奉信義宗。

## 外部連結
- Municipality of Hodoš on Geopedia （页面存档备份，存于）
- Hodoš municipal site （页面存档备份，存于）